# Remesa
Les remeses són les transferències de diners d'un treballador estranger migrant al seu país d'origen. Els diners enviats al país d'origen dels migrants constitueixen el segon flux financer més gran dels països en vies de desenvolupament, superant, fins i tot, l'ajut internacional. El 2009 les remeses als països desenvolupats es van estimar en 209.000 milions de dòlars nord-americans, xifra inferior als 305.000 milions del 2008.